# Sagalassos
Sagalassos est une ancienne cité d'Asie Mineure, située sur les contreforts du Taurus, dans la région de Burdur en Turquie, à environ 100 km au nord de l'actuelle Antalya, à une altitude comprise entre 1 450 et 1 700 m.
L'occupation du lieu est ancienne, mais la cité s'est surtout développée sous l'Empire romain, entre le IIe et le VIIe siècle ; elle s'est maintenue tardivement, avant d'être définitivement désertée par suite d'un séisme majeur.
Des fouilles et restaurations importantes sont menées depuis 1985. Le site a été proposé en 2009 pour une inscription au patrimoine mondial et figure sur la « liste indicative » de l’UNESCO dans la catégorie patrimoine culturel.

## Historique
Les premières traces d'occupation humaine remontent à environ 12 000 ans avant notre ère. Mais la cité est fondée réellement vers le XXe siècle av. J.-C. par des tribus pisides qui vivent de l'élevage. La position de la ville, outre la facilité défensive qu'offre le site, lui permet de contrôler un col important du Taurus occidental. Le pays alentour, parsemé de lacs et boisé, est le « château d'eau » des régions voisines. Il passe sous le contrôle de l'Empire hittite du XVIe au XIIe siècle av. J.-C., puis la Pisidie retrouve son autonomie et la préserve malgré les tentatives de conquête des Achéens, des Cariens, des Phrygiens, des Lydiens et des Assyriens. Toutefois, en 548 avant notre ère, elle est prise par les Perses.
En -333, Alexandre le Grand (-336/-323) s'empare, non sans mal, de la ville. Dans son compte rendu de la campagne d'Alexandre contre le roi perse Darius III (-335/-330), l'historien Arrien de Nicomédie (v.87-v.145) raconte que le roi de Macédoine avait commencé le siège de Termessos, qu'il assimilait à un nid d'aigle, et dont l'importance était stratégique pour atteindre la Phrygie et Sagalassos à partir de la Pamphylie. Alexandre va perdre beaucoup de temps et d'efforts à essayer de forcer le passage fermé par les Termessiens et lorsqu'il s'aperçoit que cette ville est imprenable, il abandonne son siège et se tourne vers Sagalassos, sur laquelle il décharge toute sa colère. Dans la bataille qui s'ensuit, les Sagalassiens assistés par des archers de Termessos prennent position sur un plateau de la montagne en face de la ville et repoussent l'attaque macédonienne une première fois. Mais ils sont finalement vaincus et Sagalassos est saccagée.
Sagalassos connaît alors une hellénisation rapide qui se manifeste en particulier par la construction de nombreux monuments tels qu'une agora, un sénat de 220 places, un temple dorique de Zeus et une fontaine dont les archéologues eurent la surprise de constater, après avoir déblayé les débris qui gênaient, qu'elle fonctionnait encore. Les habitants de Sagalassos et de sa région, dont la tradition guerrière est réputée, fournissent de nombreux mercenaires aux souverains hellénistiques, surtout aux Lagides.

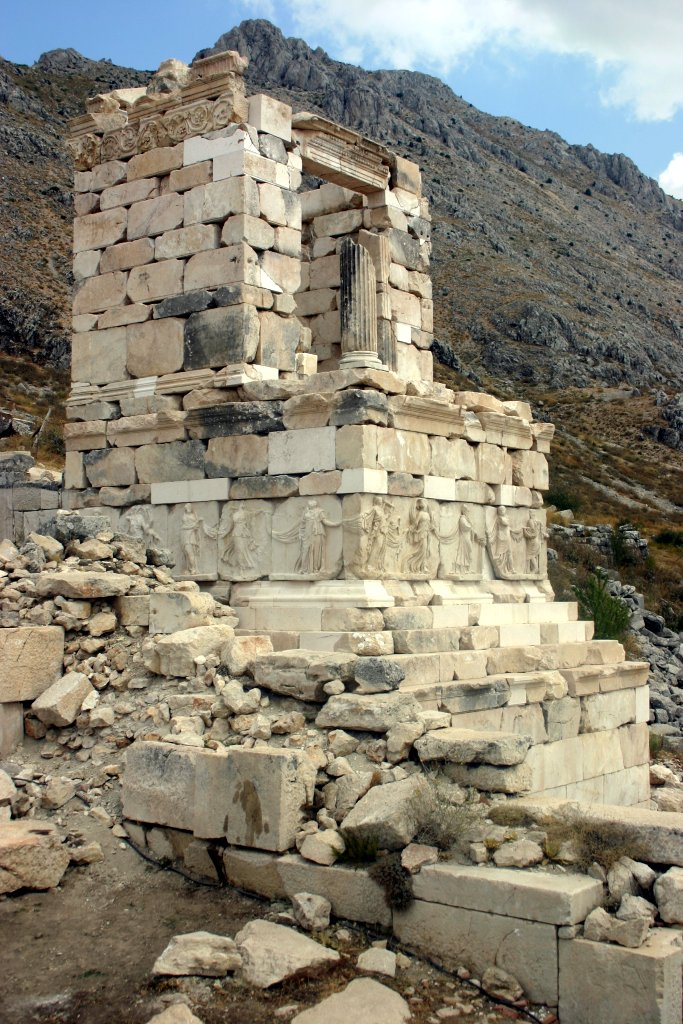
Sagalassos : hérôon du nord-ouest

Sous la période romaine, Sagalassos devient un prospère pôle économique et culturel de la province de Lycie-et-Pamphylie : son industrie potière est réputée. Auguste fait construire une route qui relie directement Sagalassos au port antique de Pergé (aujourd'hui ensablé, non loin d'Aksu) tandis que sous Tibère, une porte monumentale est érigée à l'entrée sud de la ville. Au IIe siècle un riche citoyen de la ville, Titus Flavius Neon, finance la construction d'une grande bibliothèque à laquelle s'ajoute une superbe mosaïque au IVe siècle. Cette bibliothèque est aujourd'hui partiellement reconstituée par le travail des archéologues. Des thermes romains (qui nous ont été transmis sous le nom de « bains turcs ») sont aussi construits à l'époque sur une surface de plus de 10 ha.
À partir du VIe siècle, la ville est touchée par une série de calamités. En 518, elle est partiellement détruite par un tremblement de terre. Reconstruite, elle est décimée par la peste justinienne entre 541 et 543. La ville est, de surcroît, soumise à des raids arabes vers 640. Un dernier séisme survenu à la fin du VIe ou au début du VIIe siècle (entre 590 et 620) entraîne la dispersion des habitants de la ville, dont beaucoup se réfugient dans la vallée (aujourd'hui Ağlasun) à 7 km. Progressivement recouverte par l'érosion, Sagalassos est enfouie sous plusieurs mètres de terre. Elle est le dernier bastion de la culture de l'Empire romain d'Orient, préservée au mieux de toute transformation.

## Fouilles et découvertes archéologiques
L'explorateur Paul Lucas a visité les ruines en 1706, tandis que les visiteurs occidentaux commencèrent à le faire à partir de 1824, lorsque l'aumônier et antiquaire britannique Francis Vyvyan Jago Arundell (1780-1846) déchiffra le nom de la cité dans des inscriptions nouvellement découvertes. Ce n'est toutefois qu'en 1985 que commencèrent d'importantes recherches, menées par une équipe anglo-belge dirigée par Stephen Mitchell.
Sagalassos devint un site touristique majeur en 1990 avec le grand projet de fouilles dirigées par Marc Waelkens, de la Katholieke Universiteit Leuven (KUL), Belgique. Le centre monumental a été mis au jour et les quatre grands projets de restauration sont presque terminés.
Le 9 août 2007, la presse a rapporté la découverte dans les thermes d'éléments d'une statue colossale de l'empereur Hadrien (la tête, le bras droit et les deux jambes), qui atteignait une hauteur de 4 à 5 m. La statue date du début du règne d'Hadrien et représente l'empereur en tenue militaire. Elle a été sculptée par sections et assemblée avec des tenons de marbre. La statue a été abattue par le  tremblement de terre majeur survenu à la fin du VIe ou au début du VIIe siècle. Lors de la même expédition, des représentations d'Athéna, Zeus, et Poséidon, ainsi qu'une tête de statue de la déesse Déméter ont également été retrouvées.
Le 14 août 2008, la tête d'une statue de Faustine la Jeune fut découverte à son tour, et le 22 août, c'est une autre tête colossale, cette fois de Marc Aurèle, qui est retrouvée.
Les pièces archéologiques découvertes à Sagalassos sont conservées au musée de Burdur.

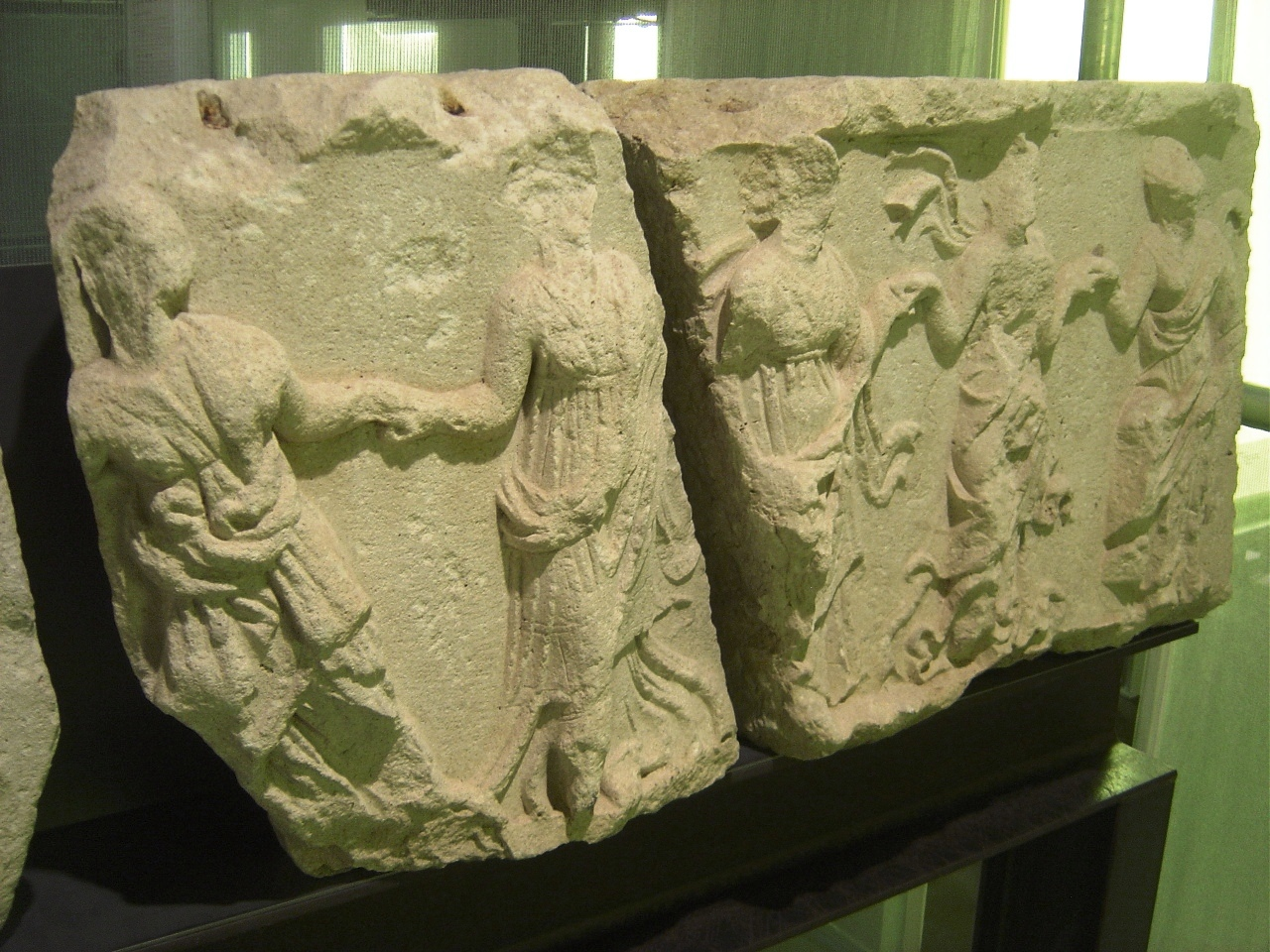
Nymphes sur une frise d'un hiéron 125-75 av JC.
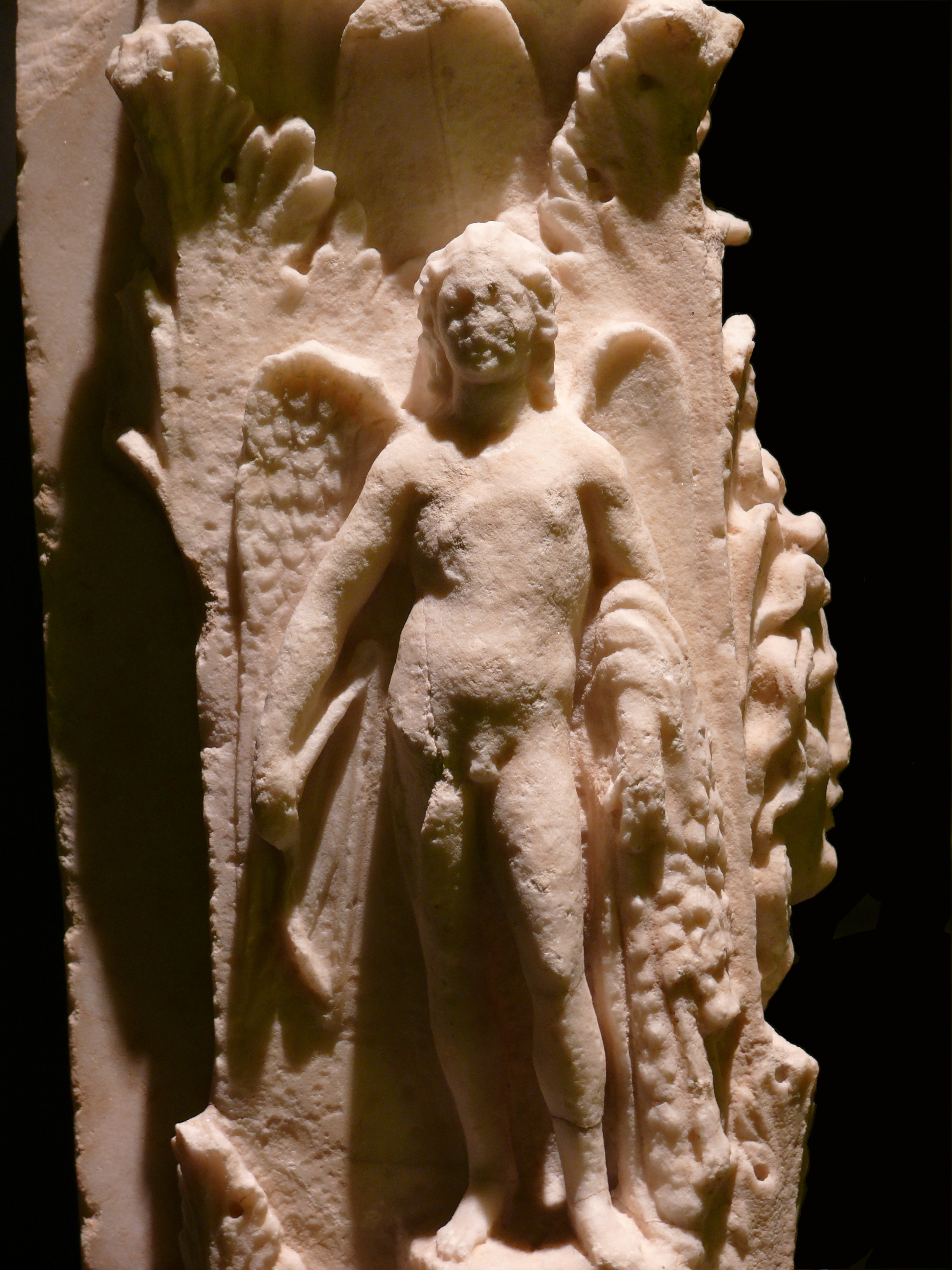
Pilastre en calcaire, 100-50 av JC.
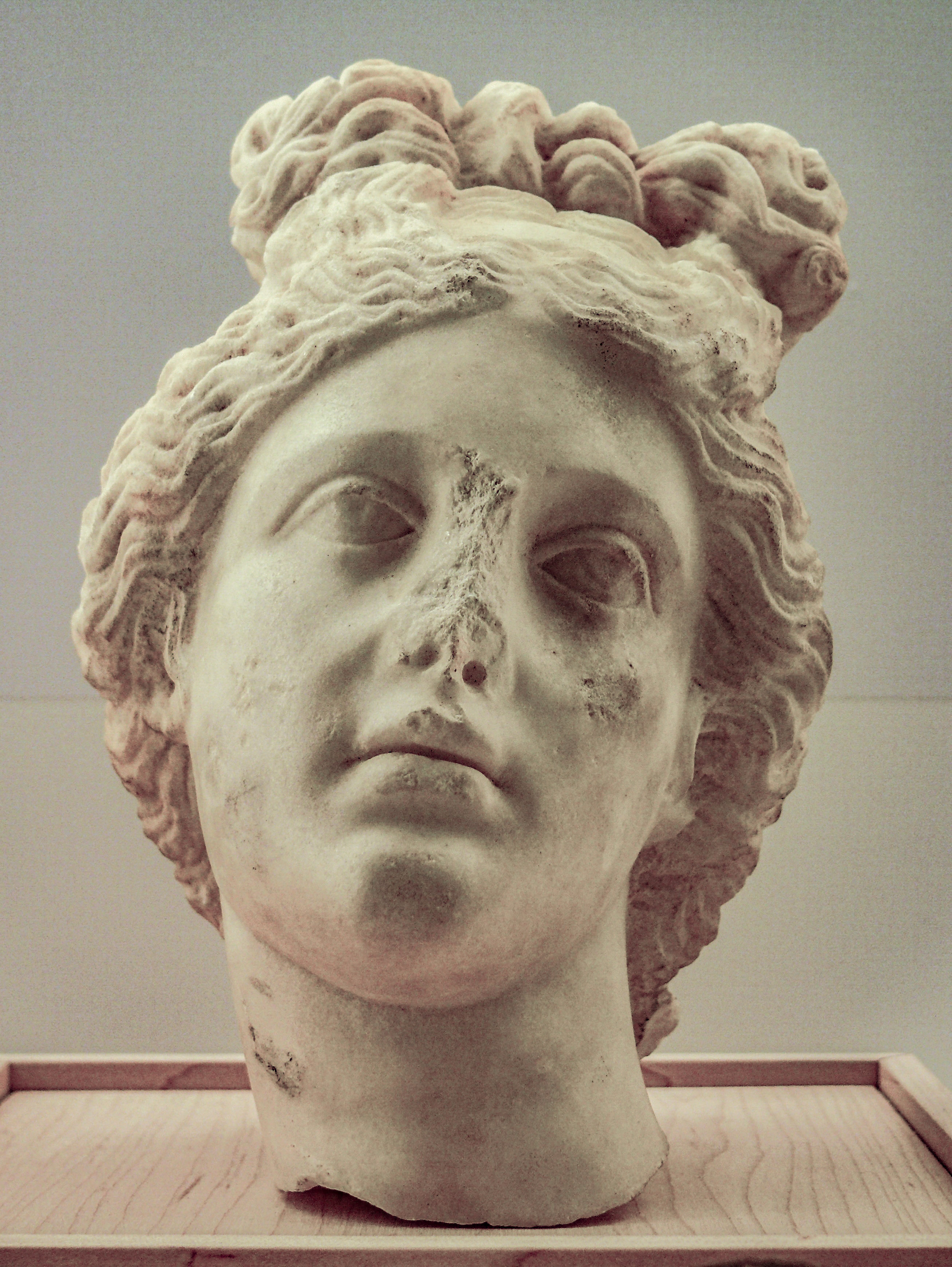
Tête d'Aphrodite en marbre vers 150-175.

### Filmographie
- Les Derniers Romains, documentaire de Philippe Axell et Marco Visalberghi (Fr/Bel, 2007), 50 min. Diffusion sur Arte les 7, 8 et 15 juin 2008. Notice en allemand, arte-tv.
- Sagalassos, la cité oubliée, documentaire de Philippe Axell (Belgique, 2003), 52 min.